# In.Si.Dia
In.Si.Dia ist eine italienische Thrash-Metal-Band aus Brescia, die 1987 unter dem Namen Inviolacy gegründet wurde, sich 1997 auflöste und seit 2013 wieder aktiv ist.

## Geschichte
Die Band wurde im Jahr 1987 unter dem Namen Inviolacy gegründet. 1991 suchte die Band ein Studio auf, um das erste Demo No Compromises!!! aufzunehmen. Dadurch wurde der Produzent Omar Pedrini auf die Gruppe aufmerksam, mit dem sie sich in die Psycho Milan Studios begab, um ihr Debütalbum einzuspielen, das im September 1993 unter dem Namen Istinto e Rabbia bei Polydor erschien. Der Veröffentlichung folgte eine lange Tournee durch Italien, die in Mailand endete. Im selben Jahr trat In.Si.Dia zusammen mit Fight auf. 1995 begab sich die Gruppe nach Mailand in die Highland Studios, um dort das zweite Album Guarda dentro te aufzunehmen. Nach der Veröffentlichung im selben Jahr bei Polydor ging es wieder auf Tour. 1997 begab sich die Band erneut ins Studio, hierbei kam es jedoch zu Streitigkeiten der Bandmitglieder untereinander, was zur Auflösung der Band führte.
2011 wurden die beiden Alben über Jolly Roger Records wiederveröffentlicht. 2013 wurde die Band wieder aktiv und unterzeichnete einen Vertrag bei Eagle Booking Live Promotion. Kurz darauf wurde sie für das Metalitalia.com Fest bestätigt, was der offizielle Comeback-Auftritt der Band war. 2017 erschien über Punishment 18 Records das dritte Album Denso inganno.

## Stil
thethrashmetalguide.com schrieb, dass die Band unter dem Namen Inviolacy aggressiven und technisch anspruchsvollen Old-School-Thrash-Metal ohne den Einfluss der 1990er Jahre spielte. Die Riffs seien im Stil von Slayer und Vio-lence. Nach dem Namenswechsel habe man sich schwererem, technisch anspruchsvollerem Thrash Metal mit längeren Songstrukturen gewidmet, was an die Metallica der späten 1980er Jahre erinnere. Allerdings habe man die Musik schon bald durch modernere Elemente im Stil des Albums Metallica angereichert. Die Songs seien eine Mischung aus schnellen und langsameren Passagen, sie seien aggressiv und würden gelegentlich Elemente aus dem Hardcore Punk vorweisen. Im Verlauf der Bandgeschichte würden die modernen Elemente zunehmen. Denso inganno kombiniere das klassische Debütalbum mit dem moderneren, wilderen zweiten Album. Das meiste Material orientiere sich stärker an den 1990er Jahren und sei sehr groove-lastig.

## Diskografie
als Inviolacy
- 1991: No Compromises!!! (Demo, Eigenveröffentlichung)

als In.Si.Dia
- 1993: Istinto e Rabbia (Album, Polydor)
- 1995: Guarda dentro te (Album, Polydor)
- 2012: Istinto e Rabbia / Guarda dentro te (Kompilation, Jolly Roger Records)
- 2017: Denso inganno (Album, Punishment 18 Records)